# LGBT práva v Maďarsku

Duhová mapa Maďarska

LGBT menšina se v Maďarsku může setkávat s právními a společenskými komplikacemi, které jsou pro většinovou populaci neznámé. Stejnopohlavní sexuální styk je v Maďarsku legální jak pro muže, tak i pro ženy. Diskriminace na základě sexuální orientace a pohlaví je v zemi zakázána. Domácnostem tvořeným homosexuálními páry se nicméně nedostává stejným právům a povinnostem, jimiž disponují heterosexuální manželé. Zákon o registrovaném partnerství přijalo Maďarsko v roce 2009, ale stejnopohlavní manželství je ústavně zakázané. 
Maďarská vláda přijala zákony omezující občanská práva LGBT Maďarů, mezi něž patří například odepření možnosti změny pohlaví u transgender a v neposlední řadě také zákaz zobrazování LGBT témat dětem a mládeži. Za tímto negativním vývojem ve vztahu k LGBT právům stojí konzervativní vláda Viktora Orbána (Fidesz). V červnu 2021 přijalo Maďarsko anti-LGBT zákon zakazující „homosexuální a transgender propagandu“ s účinností od 1. července. Proti tomuto zákonu se ohradilo sedmnáct členských států EU. Na jaře 2025 parlament zpřísnil tuto legislativu a zakázal akce typu pochodů hrdosti.

## Zákony týkající se stejnopohlavní sexuální aktivity
První rakousko-uherský trestní zákoník (1878) klasifikoval sexuální aktivitu mezi muži jako trestný čin (v maďarštině természet elleni fajtalanság, v češtině smilstvo proti přírodě) s maximální sazbou jednoletého vězení. Homosexuální aktivita mezi osobami staršími 20 let byla dekriminalizována v roce 1961, následně byl legální věk způsobilosti k pohlavnímu styku snížen na 18 let v roce 1978, kdy se stal účinným novým trestní zákoník. Po nálezu maďarského ústavního soudu z roku 2002 je legální věk způsobilosti k pohlavnímu styku pro obě orientace sjednocený (14 let). Gayům, lesbám a bisexuálům není odepřena možnost vojenské služby.

## Stejnopohlavní soužití
Neregistrované soužití bylo v Maďarsku uzákoněno v roce 1996 a týká se všech párů žijících ve společně hospodařící domácnosti (manželství podle angloamerického práva), tedy i homosexuálních, přičemž není nutná žádná oficiální registrace. Zákon jim přiznává některá specifická práva, povinnosti a benefity pro dvě osoby žijící takzvaně "na psí knížku". Neregistrovaným soužitím se ve smyslu maďarského občanského zákoníku myslí soužití dvou osob žijících ve společně hospodařící domácnosti, aniž by jedna z nich měla uzavřené jiné manželství nebo registrované partnerství, případně se jednalo o příbuzné v linii přímé nebo sourozence. Nesezdané páry mohou po sobě vzájemně dědit pouze na základě závěti. Právo na pozůstalostní důchod vzniká teprve až poté, co spolu daný pár žije ve společné domácnosti déle než 10 let.
17. prosince 2007 přijal maďarský parlament zákon o registrovaném partnerství navržený Maďarskou socialistickou stranou a Svazem svobodných demokratů. Maďarský ústavní soud jej vyhodnotil jako neústavní, jelikož kopíroval ustanovení o právech a povinnostech obvyklých pro manželství, které mohou uzavírat pouze heterosexuální páry. V únoru 2009 přijal parlament jeho upravenou verzi, která počínaje 1. červencem 2009 umožňuje homosexuálním párům vstupovat do registrovaného partnerství, které jim přiznává stejná práva a povinnosti jako mají manželé, vyjma adopce dětí, přístupu k asistované reprodukci, nebo automatické změny příjmení.
Od 1. ledna 2012 se stala účinnou nová maďarská ústava přijatá parlamentem v roce 2011, která mimo jiné potvrzuje definici manželství jako výlučného svazku muže a ženy, a zároveň nepřiznává sexuálním menšinám ústavní ochranu proti diskriminaci. Ta je však nicméně i nadále zakázaná zákony nižší právní síly. Jedná se konkrétně o zákon o rovném zacházení (Equal Treatment Act).

## Adopce a zakládání rodiny
Homosexuálním párům není umožněno společné osvojení dětí a individuální adopce je zakázaná všem jednotlivcům bez ohledu na sexuální orientaci nebo rodinný stav. Možnost přiosvojení nevlastního dítěte je možná pouze v případě manželských, tedy heterosexuálních párů.
Přístup k asistované reprodukci mají i svobodné ženy bez ohledu na sexuální orientaci, nežijí-li v registrovaném partnerství nebo neregistrovaném soužití s jinou ženou.
V listopadu 2017 shledal úřad maďarského omdusmana, že zakazovat lesbickým párům žádat o adopci odporuje právu dítěte na ochranu a péči a zákonu proti diskriminaci jiných sexuálních orientací. Ačkoliv není společné osvojení dětí homosexuálními páry v Maďarsku možné, pár se rozhodl využít tehdejší možnosti individuální adopce, kdy si žádost podala pouze jedna z lesbických partnerek. Daný pár svůj vztah před orgány péče o dítě nijak netajil a nakonec byl shledán vhodným k osvojení. V dohledné době si obě ženy převzaly do péče 16měsíční holčičku, načež jim sociální správa o něco později sdělila, že se adopce ruší, jelikož rodinné prostředí není pro nezletilé dítě vhodné z důvodu odlišné sexuální orientace osvojitelky. Následné odnětí holčičky z pro ní už známého prostředí mělo za následek její špatné prospívání a následné vyšetření u dětského psychologa. Lesbický pár se proto obrátil na omdusmana, který rozhodnutí orgánů sociálně-právní ochrany dětí vyhodnotil jako diskriminační a protiprávní. Ve svém rozhodnutí uvedl, že žádné přímé právo na adopci dětí neexistuje, ale že je naprosto nepřijatelné, aby osoby žádající o ní byly podrobeny jakémukoliv neoprávněnému odlišnému zacházení v procesu osvojení. Svá slova opíral o stanovisko Evropského soudu pro lidská práva v kauze E.B. proti Francii z roku 2008, které jasně deklarovalo, že samotná odlišná sexuální orientace nesmí hrát žádnou roli v případě rozhodování o adopci dětí.
V říjnu 2020 během debaty o dětské knížce publikované maďarskou LGBT organizací na rozhlasové stanici Magyar Rádió uvedl maďarský premiér Viktor Orbán, že ačkoliv je Maďarsko i nadále otevřenou a tolerantní zemí ve vztahu k LGBT komunitě, tak existuje určitá mez, jíž nelze překročit, a sice, že gayové a lesby mají nechat "naše" děti "na pokoji".
V listopadu 2020 přijala vláda Fideszu ústavní novelu zakazující adopci dětí homosexuálními páry s odvoláním se na hodnoty vycházející z maďarské ústavní identity a křesťanských hodnot. Stejná změna se dotkla i svobodných žadatelů o adopci, jimž je taktéž ústavně zakázáno osvojení dětí. 16. prosince 2020 pro tuto ústavní změnu hlasovalo 123 poslanců, 45 bylo proti a 5 se zdrželo.

## Ochrana před diskriminací
V roce 2000 přiznal maďarský ústavní soud osobám jiné sexuální orientace právo na ústavou garantovanou ochranu proti diskriminaci. Zákon o veřejném zdraví (Act on Public Health) zakazuje počínaje rokem 1997 homofobní diskriminaci ve zdravotnictví a rokem 2004 i transfobní diskriminaci. Zákon o rovném zacházení a podpoře rovných příležitostí (maďarsky: évi CXXV. törvény az egyenlő bánásmódról és ez esélyegyenlőség előmozdításáról) účinný od ledna 2004 zakazuje diskriminaci na základě několika faktorů, včetně sexuální orientace a genderové identity, a to v pracovněprávních vztazích, školství, bydlení, zdravotní péči a přístupu ke zboží a službám.
Článek 8 zákona říká následující:
| „ | Veškerá ustanovení, v jejichž důsledku je s osobou nebo skupinou zacházeno méně příznivě než s jinou osobou či skupinou ve srovnatelné situaci z důvodu jeho/jejího pohlaví, rasy, etnika, národnosti, mateřského jazyka, handicapu, zdravotního vztahu, náboženského nebo ideologického přesvědčení, politického či jiného názoru, rodinného stavu, mateřství, těhotenství, otcovství, sexuální orientace, sexuální identity, věku, sociálního původu, finančního statusu, pracovního zařazení nebo jiného zaměstnaneckého vztahu, členství v organizaci reprezentujících zájmy zaměstnanců a jiných dalších statusů, naplňují skutkovou podstatu přímé diskriminace. | “ |

Kromě toho maďarské zákony taktéž trestají zločiny z nenávisti a projevy nenávisti (hate speech), a to jak ve vztahu k jiným sexuálním orientacím, tak i genderovým identitám.

## Práva trans lidí
V prosinci 2017 se maďarská vláda začala prvně zabývat právními aspekty úředních změn pohlaví, tedy takzvanou tranzicí. Po 1. lednu 2018 smějí translidé žijící v Maďarsku teoreticky procházet úřední změnou pohlaví, a to předchozím schválení lékařskou komisí, aniž by museli absolvovat hormonální terapii, sterilizaci nebo chirurgický zákrok. Zákon o rovném zacházení (Equal Treatment Act) navíc přímo pamatuje i na ochranu jiných sexuálních identit před diskriminací.
Maďarská organizace Transvanilla se sídlem v Budapešti lobbující za zájmy translidí nicméně avizuje, že vláda od roku 2018 fakticky odmítá umožňovat úřední změny pohlaví. Z tohoto důvodu se v roce 2019 23 lidí připojilo ke společné stížnosti Evropskému soudu pro lidská práva.
Po lockdownu z důvodu pandemie covidu-19 vydal maďarský premiér Viktor Orbán vládní dekret, jímž vyhlásil stav ohrožení, a výrazně omezil pravomoci parlamentu. 31. března byl při příležitosti Mezinárodního dne transgender viditelnosti (International Transgender Day of Visibility) předložen návrh zákona měnící podstatu maďarského termínu "nem", kterým se svým způsobem rozumí jak pohlaví, tak i gender, na takzvané "pohlaví určené při narození", čímž v podstatě definoval, že to, jakého je daná osoba pohlaví, vychází primárně z biologických charakteristik. 19. května 2020 byl tento návrh přijat maďarským parlamentem, čímž v podstatě zakázal možnost úředních změn pohlaví. Pro hlasovalo 134 poslanců, proti 56, 4 se zdrželi a 5 se hlasování neúčastnilo. Komisařka pro lidská práva Rady Evropy Dunja Mijatović se v reakci na tuto legislativní změnu nechala slyšet, že odporuje lidskoprávním standardům a judikatuře Evropského soudu pro lidská práva. President János Áder signed the bill into law on 28 May 2020.
V lednu 2021 se maďarská vláda usnesla, že kniha vydaná organizací Labrisz Lesbian Association obsahuje nevhodný obsah, jelikož propaguje chování odporující tradičním genderovým rolím. Vládní mluvčí k tomu dodal, že se v podstatě jedná o publikaci tvářící se jako dětská pohádka, ale zobrazující chování, které je v rozporu s tradičními genderovými rolemi. Asociace v reakci na to oznámila záměr bránit se proti těmto obviněním právními kroky.

## Dárcovství krve
Homosexuálním a bisexuálním mužům bylo v Maďarsku umožněno darovat krev po 12měsíční zkušební době. V roce 2020 bylo toto omezení zrušeno a nahrazeno individuálním hodnocením rizik.

## Životní podmínky

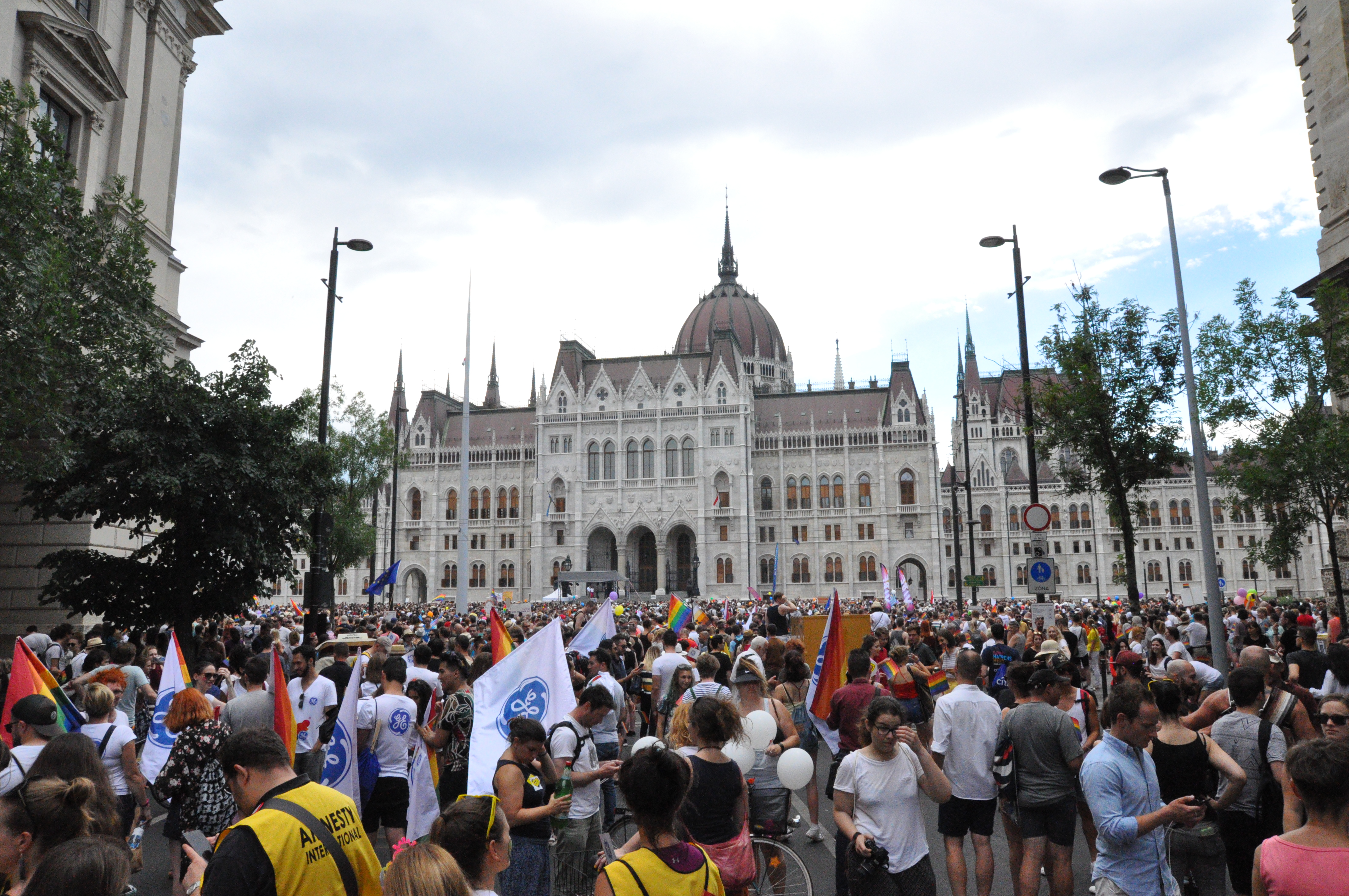
Budapest Pride, 2017

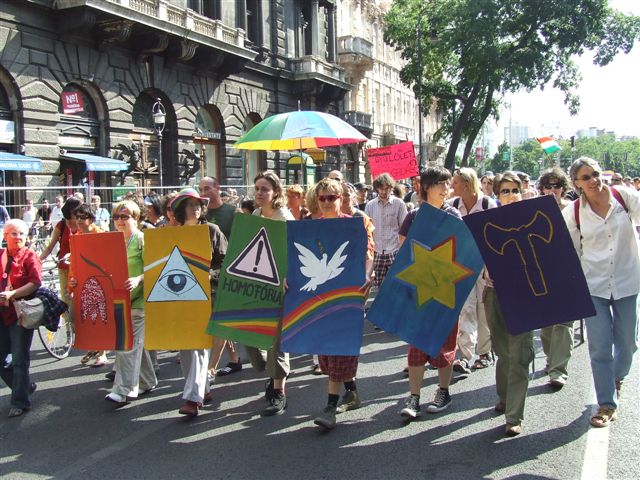
Budapest Pride

Maďarsko bylo v roce 2007 hostitelem soutěže Mr. Gay Europe a v roce 2012 EuroGames.
Budapest Pride byl první události tohoto typu v zemi bývalého Východního bloku. Zúčastňuje se jej stálý, ale poměrně malý počet LGBT osob a jejich podporovatelů. LGBT festival se koná každé léto spolu s filmovým festivalem, pochodem hrdosti a různými párty v maďarském hlavním městě Budapešti. Pravidelně se jej zúčastňuje několik veřejně známých osobností, včetně Gábora Demszkyho, budapešťského primátora a ministra zahraničních věcí.
V souvislosti s osobností maďarského premiéra Viktora Orbána začala LGBT práva v Maďarsku stagnovat. V březnu 2016 zablokovala maďarská vláda navrženou legislativu EU boje proti LGBT diskriminaci. V květnu 2017 uvítal maďarský premiér Viktor Orbán zástupce Světového kongresu rodin, který je ze strany Southern Poverty Law Center vykreslován jako nenávistná organizace, na půdě maďarského parlamentu.
Zároveň byly v posledních letech zaznamenány případy čím dál větších sklonů maďarské politické reprezentace k otevřeně homofobní rétorice. V roce 2014 vydala maďarská opoziční strana Jobbik prohlášení „Parlament odmítá jakékoli devianty!“ během festivalu Budapest Pride a verbálně napadala účastníky a veškeré slogany na podporu LGBT práv. V listopadu 2016 byl zničen duhový plot ve městě Pomáz, a to navzdory tomu, že se ani nemělo jednat o žádnou spojitost s LGBT právy.
V roce 2017 se Budapest Pride zúčastnily tisíce lidí, včetně zástupců několika velvyslanectví, a to australského, kanadského, francouzského, německého, britského a amerického, ale i slovenského, slovinského a dalších.
V lednu 2018 rozhodl Soudní dvůr EU, že žadatelé o azyl nesmějí být ze strany úřadů podrobováni psychologickým testům majícím za účel určit sexuální orientaci.

## Svoboda projevu
V roce 2012 dal poslanec Ádám Mirkóczki za stranu Jobbik návrh ústavního zákona, který by zakazoval "podporu sexuálních deviací". Podle jeho znění by šlo potrestat kohokoli, kdo podporuje homosexualitu nebo „jiné poruchy sexuálního chování“ až 8 lety odnětí svobody. LMBT federace, maďarská LGBT organizace, proti tomu protestovala a vyzývala parlament k zamítnutí tohoto návrhu. Demokratická koalice se proti němu rovněž vymezila a nazvala jej „ostudou maďarské politiky“. Návrh byl pak následně neprodleně zamítnut.
V listopadu 2016 přijalo zastupitelstvo obce Ásotthalom vyhlášku zakazující „gay propagandu“, islámské modlitby a muslimský způsob oblékání. Místní starosta vyzval křesťanské obyvatele k podpoře svaté války proti muslimům a multikulturalismu. V dubnu 2017 byla tato vyhláška zrušená Ústavním soudem kvůli porušování lidských práv a přímého omezování svobody projevu, vyznání a svědomí.
V červnu 2018 zrušila Maďarská státní opera 15 plánovaných repríz muzikálu Billy Elliot poté, co vládní tisk řekl, že může v dětech vyvolat sklony k homosexualitě navzdory faktu, že je homosexualita považovaná za vrozený a neměnný stav.
V listopadu 2020 přijalo maďarské město Nagykáta vyhlášku zakazující šíření a podporu takzvané "LGBT propagandy".
V březnu 2021 byl bývalému fotbalistovi a televiznímu komentátorovi Jánosi Hrutkovi ukončen pracovního poměr ve vládní sportovní televizi Spíler TV z důvodu otevřené podpory LGBT minority. Ihned vzápětí nato zahájila vládní média (Nemzeti Sport a FourFourTwo) proces revize jeho bývalých kontraktů za posledních dvacet let, čímž potvrdila jasný distanc od jeho osoby.

### Maďarský antiLGBT zákon
Dne 15. června 2021 maďarský zákonodárný sbor přijal zákonnou úpravu zakazující šíření informací nebo jakýchkoli materiálů zobrazujících LGBT+ témata mezi nedospělou mládeží. Novela zákona, vydávající za svůj účel postihování pachatelů pedofilních trestných činů, prošla poměrem 157:1 hlasů, když ji podpořila vládnoucí konzervativní koalice Fidesz–KDNP a opoziční krajně pravicový Jobbik, zatímco ostatní opoziční strany hlasování bojkotovaly. Postihla veškeré školní programy, ale i např. filmy či reklamy přístupné mládeži do 18 let věku.
Proti novele ještě před hlasováním protestovalo v Budapešti několik tisíc lidí. Lidskoprávní organizace Háttér úpravu kritizovala jako omezování svobody slova a ohrožení mentálního zdraví mládeže. K hlasování proti novele nabádala také komisařka Rady Evropy pro lidská práva Dunja Mijatovičová. Kritikou byl zákon přirovnáván k dříve zavedenému obdobnému ruskému zákonu. Předsedkyně Evropské komise Ursula von der Leyenová 16. června 2021 uvedla, že Evropská unie nově přijatý zákon prošetří. Jedna ze spíše symbolických reakcí se dotkla právě probíhajícího mistrovství světa ve fotbale, když starosta Mnichova Dieter Reiter požádal UEFA, aby na poslední zápas Německa s Maďarskem mohla být Allianz Arena nasvícena v barvách duhy na protest proti přijetí tohoto zákona. UEFA žádosti nevyhověla, město však oznámilo záměr v době zápasu nasvítit v duhových barvách televizní věž Olympiaturm a podobně bylo v dalších německých městech připraveno duhové nasvícení stadionů.
Dne 18. března 2025 parlament ve zrychleném procesu schválil zákon zakazující veřejné akce na podporu LGBTQ+ lidí, zjednodušeně vnímaný jako zákaz pochodů hrdosti. 136 poslanců hlasovalo pro zákon, proti jich bylo 27, ostatní se zdrželi. Současně zákonodárci umožnili úřadům používat software pro rozpoznávání obličejů k identifikaci účastníků a jejich pokutování. V průběhu hlasování několik opozičních poslanců na protest zapálilo v parlamentu barevné dýmovnice. Úprava zákona v době přijetí neměla ani většinovou podporu veřejnosti, podle dobových průzkumů mínění si asi 56 % obyvatel přálo zachovat pochody hrdosti, v Budapešti dokonce 78 %, zatímco pro zákaz bylo 36 % obyvatel a ostatní nevěděli. Tisíci lidí protestujících v ulicích a spolu s nimi i starosta hlavního města, zvolený v roce 2019 za koalici pěti opozičních stran, vyjadřovali odhodlání Budapešťský pride znovu uspořádat nebo se jej zúčastnit i navzdory zákazu.
O měsíc později, 14. dubna 2025, vládní většina v maďarském parlamentu schválila ústavní novelu, která zakotvila tentýž zákaz přímo v ústavě. Změnu podpořilo 140 vládních poslanců, 21 poslanců bylo proti. Ústavní novela zároveň zakotvila uznání pouze dvou pohlaví, čímž připravila ústavní základ pro popření genderových identit i vědeckého poznání jako takového, a umožnila dočasné odebrání maďarského občanství a vyhoštění osob majících více občanství a označených za „zrádce národa“. Szabolcs Pek, hlavní analytik think tanku Iranytu Intezet, označil tento vývoj jako „soft putinismus“. Rovněž předseda parlamentní frakce opozičního hnutí Momentum Dávid Bedő varoval před další „putinizací“ Maďarska.

## Veřejné mínění
Podle průzkumů veřejného mínění je maďarská veřejnost v otázce stejnopohlavního manželství nejednotná.
Podle Eurobarometrického šetření publikovaného v prosinci 2006 by pouze 18 % Maďarů podpořilo stejnopohlavní manželství a jenom 13 % by umožnilo homosexuálním párům osvojit si dítě, což je z hlediska průměru EU (44 % a 33 %) považováno za podprůměr. Nicméně průzkum uskutečněný o rok později v r. 2007 indikoval, že by stejnopohlavní manželství podpořilo 30 % Maďarů.
Eurobarometr z r. 2015 ukázal, že by stejnopohlavní manželství podpořilo 39 % Maďarů. Nejaktuálnější průzkum Pew Research Center publikovaný v květnu 2017 indikuje, že 27 % Maďarů podporuje stejnopohlavní manželství, zatímco 64 % je proti. Podpora je větší u osob bez náboženského vyznání (34 %) a věkové skupiny 18–34 let (39 %) v kontrastu s katolíky (25 %) a osobami staršími 35 let (23 %).
V květnu 2015 publikoval PlanetRomeo, LGBT sociální síť, první index gay spokojenosti (Gay Happiness Index GHI). Gayové ze 120 zemí byli tázáni na to, zda se cítí dobře ve společnosti, jaké mají zkušenosti ve vztahu s jinými lidmi, a jak hodnotí kvalitu svého života. Maďarsko se umístilo na 49. místě s výsledkem 47.
Podle průzkumu ILGA z r. 2017 zastává 64 % Maďarů názor, že by gayové, lesby a bisexuálové měli mít stejná práva a povinnosti jako heterosexuálové. 15 % mělo opačný názor. 64 % Maďarů dále souhlasí s ochranou sexuálních menšin před diskriminací na pracovišti. 13 % respondentů nicméně řeklo, že by lidé žijící v homosexuálním vztahu měli být vnímáni jako kriminálníci, proti bylo 64 %. Co se týče translidí, tak 60 % Maďarů by jim přiznalo stejná práva, 64 % ochranu před diskriminací na pracovišti a 48 % jim přiznává právo na úřední změnu pohlaví.

## Souhrnný přehled
| Legální stejnopohlavní styk                                                             | (1961)                                                                                                |
| Stejný věk legální způsobilosti k pohlavnímu styku pro obě orientace (14)               | (2002)                                                                                                |
| Antidiskriminační zákony v zaměstnání                                                   | (2004)                                                                                                |
| Antidiskriminační zákony v přístupu ke zboží a službám                                  | (2004)                                                                                                |
| Anti-diskriminační zákony v ostatních oblastech (homofobní urážky, zločiny z nenávisti) | (2004)                                                                                                |
| Stejnopohlavní manželství                                                               | / (Ústavní zákaz od roku 2012; stejnopohlavní manželství uzavřená v EU uznávána pro rezidenční účely) |
| Jiná forma stejnopohlavního soužití                                                     | (Neregistrované soužití od roku 1996, registrované partnerství od roku 2009)                          |
| Adopce LGBT jednotlivcem                                                                | (Ústavní zákaz od r. 2020)                                                                            |
| Společná adopce stejnopohlavními páry                                                   | (Ústavní zákaz od r. 2020)                                                                            |
| Adopce dítěte partnera                                                                  | (Ústavní zákaz od r. 2020)                                                                            |
| Gayové, lesby a bisexuálové smějí otevřeně sloužit v armádě                             | Yes                                                                                                   |
| Translidé smějí sloužit v armádě                                                        | No |
| Zákaz konverzní terapie dětí a mládeže                                                  | No |
| Možnost změny pohlaví                                                                   | (de facto zakázáno od roku 2018, de jure zakázáno od roku 2020)                                       |
| Přístup k umělému oplodnění pro lesbické ženy                                           | (Svobodné ženy mohou, lesbické páry nikoliv)                                                          |
| Náhradní mateřství pro gay páry                                                         | (Zakázáno bez ohledu na sexuální orientaci)                                                           |
| MSM smějí darovat krev                                                                  | (2020)                                                                                                |